# Westeinde (Steenwijkerland)
Westeinde is een buurtschap in de gemeente Steenwijkerland, in de Nederlandse provincie Overijssel.
De buurtschap is gelegen in het oosten van de gemeente even ten westen van Wanneperveen. In Westeinde bevinden zich veel jachthavens.